# Jožef Špindler
Jožef Špindler, slovenski agronom in politik, * 13. september 1943.
Špindler je bil kot član LDS poslanec 3. državnega zbora Republike Slovenije.